# (2800) Ovidius
(2800) Ovidius (4585 P-L) – planetoida z pasa głównego asteroid okrążająca Słońce w ciągu 5,61 lat w średniej odległości 3,15 j.a. Odkryta 24 września 1960 roku.